# Elvira Lind
Pour les articles homonymes, voir Lind.
Elvira Lind (née le 28 octobre 1981) est une réalisatrice danoise basée à New York.

## Biographie

### Carrière
En 2014, le premier long métrage documentaire de Elvira Lind, Songs for Alexis, est présenté en première au Hot Docs de Toronto et remporte de nombreux festivals de films internationaux à travers le monde. En 2015, elle remporte le Reel Talent Award au festival du documentaire de Copenhague pour son travail. 
En 2017, Elvira Lind réalise un nouveau long métrage documentaire, Bobbi Jene. Le documentaire est présenté en première au Festival du film de Tribeca où il remporte tous les prix de sa catégorie : meilleur long métrage documentaire, meilleure cinématographie dans un long métrage documentaire et meilleur montage dans un long métrage documentaire. 
En 2019, avec son mari Oscar Isaac, Elvira Lind fonde Mad Gene Media, une société de production. 
En novembre 2020, Elvira Lind dévoile son premier court métrage de fiction, The Letter Room, présenté en première au HollyShorts Film Festival. The Letter Room est nommé dans la catégorie meilleur court métrage au festival du film de Tribeca, au festival international du film de Palm Springs, ainsi qu'au festival du film de Telluride. En 2021, The Letter Room est nommé dans la catégorie meilleur court métrage live action lors de la 93e cérémonie des Oscars.

### Vie privée
En 2012, Elvira Lind rencontre l'acteur américano-guatémaltèque Oscar Isaac,. Le couple se marie en février 2017. Ils ont deux fils,, et vivent à Williamsburg, Brooklyn.

## Filmographie
- 2014 : Songs for Alexis (documentaire)[15]
- 2014 : Trentemøller: Gravity (court métrage)[16]
- 2017 : Twiz & Tuck's Bucket List (mini-série télévisée) (10 épisodes)[17]
- 2017 : Bobbi Jene (documentaire)[18]
- 2020 : The Letter Room (court métrage)[19]